# La Harpe (Illinois)
Pour les articles homonymes, voir La Harpe.
La Harpe est une ville américaine du comté de Hancock, dans l'État de l'Illinois. Au recensement de 2000, la population s'élevait à 1 385 personnes.

## Histoire
Son patronyme lui fut donné en l'honneur de l'explorateur français Jean-Baptiste Bénard de la Harpe, qui explora cette région de la Louisiane française, à l'époque de la Nouvelle-France, dans la première moitié du XVIIIe siècle.